# Rhinocricus brevipes
Rhinocricus brevipes är en mångfotingart som beskrevs av Chamberlin 1923. Rhinocricus brevipes ingår i släktet Rhinocricus och familjen Rhinocricidae. Inga underarter finns listade i Catalogue of Life.